# Wałowice-Kolonia
Wałowice-Kolonia (prononciation [vawɔˈvit͡sɛ kɔˈlɔɲa]) est un village de la gmina de Józefów nad Wisłą du powiat d'Opole Lubelskie dans la voïvodie de Lublin, située dans l'est de la Pologne.
Le village compte approximativement une population de 50 habitants.

## Histoire
De 1975 à 1998, la ville est attachée administrativement à l'ancienne Lublin.

Depuis 1999, elle fait partie de la nouvelle voïvodie de Lublin.